# Roskilde Festival 2007
Roskilde Festival 2007 blev afholdt fra den 5. juli til den 8. juli. "Warm-up" før selve festivalen begyndte 1. juli. Dette år var den vådeste Roskilde Festival nogensinde, med næsten 100 mm regn.

## Musikgrupper
- 120 Days (N)
- 1234 (DK)
- Against Me! (US)
- AGF (D)
- Mahmoud Ahmed (ETH)
- Morten Alick (DK)
- Allan Skov Soulclub (DK)
- Analogik (DK)
- Annuals (US)
- Anthony B (JAM)
- Arcade Fire (CAN)
- Arctic Monkeys (UK)
- The Ark (S)
- Aronas (NZ)
- As In Rebekkamaria (DK)
- Asle (DK)
- Atoi (DK)
- Badun (DK)
- Band Ane (DK)
- Basement Jaxx (UK)
- Beastie Boys (US)
- Beirut (US)
- Bigbang (N)
- Björk (ISL)
- Blacksmith presents Talib Kweli og Jean Grae (US)
- Blood Sweat Drum'n'Bass Big Band (DK)
- Bonde Do Role (BRA)
- Booka Shade (D)
- Booty Cologne(DK)
- Boris (JAP)
- The Brian Jonestown Massacre (US)
- The Broken Beats (DK)
- Bukada Som Sistema (PT)
- Camera Obscura (SCO)
- Cansei de Ser Sexy aka. CSS (BRA)
- Carion/Svin: Blowbeat (DK)
- Chillopophy Music presents DJ Nanda og Solead (CHL/F)
- Choir of Young Believers (DK)
- DJ Click (F)
- Clipse (US)
- The Congos (JAM)
- Cult of Luna (S)
- Culturebox Lounge Team (DK)
- Datarock (N)
- Death By Kite (DK)
- Decorate Decorate (DK)
- Detektivbyrån (S)
- Digital Mystikz, Loefah & MC Sgt Pokes (UK)
- DJ Diplo (US)
- Dizzee Rascal (UK)
- Djuma Soundsystem (DK)
- The Downward Candiddate (DK)
- Dream of an Opium Eater (UK/N)
- Dusty (D)
- Thomas Dybdahl (N)
- Dúné (DK)
- Eagles of Death Metal (US)
- Electrelane (UK)
- Roky Erickson (US)
- Explosions in the Sky (US)
- Fanfare Ciocarlia (ROM)
- The Floor Is Made Of Lava (DK)
- Forest & Crispian (S)
- Gadens Historie (DK/S)
- Hatesphere (DK)
- Holly Golightly (UK)
- Goose (BEL)
- Gorilla Angreb (DK)
- Grizzly Bear (US)
- A Hawk and a Hacksaw (US)
- Hayseed Dixie US)
- Highway Child (DK)
- In Flames (S)
- Jeans Team (D)
- John Legend (US)
- Camille Jones (DK)
- Junkyard Productions (DK)
- Kal (SER)
- Kama Aina (JAP)
- Kasai Allstars (CON)
- Katatonia (S)
- Nikaido Kazumi (JAP)
- The Killers (US)
- The Kissaway Trail (DK)
- Klaxons (UK)
- Kloak (DK)
- Bassekou Kouyate & Ngoni Ba (MALI)
- Seun Kuti and Egypt '80 (NIG)
- K'Naan (SOM)
- Lazee (S)
- LCD Soundsystem (US)
- The Lionheart Brothers (N)
- Høgni Lisberg (FO)
- Loney, Dear (S)
- Luomo (FIN)
- DJ Lychee (CHN)
- DJ Lasse Lyngbo (DK)
- M.A.N.D.Y. Patrick (D)
- Machine Head (US)
- Maher Shalal Hash Baz (JAP)
- Mando Diao (S)
- Mani Spinx (DK)
- Mepei (S)
- Marybell Katastrophy (DK)
- Mastodon (US)
- Matias & Løwenstein (DK)
- Matmos (US)
- Mikkel Metal (DK)
- Mit Nye Band (DK)
- Moi Caprice (DK)
- Nicolai Molbech (DK)
- Murder (DK)
- Muse (UK)
- Musicians of the Nile (EGY)
- Mustasch (SE) (erstatning for aflyste Mika)
- My Chemical Romance (US)
- The National(US)
- Nephew (DK)
- New Young Pony Club (UK)
- Nika Soup & Saya Source (JAP)
- Nortec Collective (MEX)
- Nostalgia 77 Octet (UK)
- Ben Nott (UK)
- Oh No Ono (DK)
- Mikael Palner (DK)
- Mungal Patasar & Pantar (TRIN)
- Pelican (US)
- People Press Play (DK)
- Lee Scratch Perry & Adrian Sherwood (JAM/UK)
- Peter Bjorn and John (S)
- Pixel (DK)
- The Psyke Project (DK)
- Queens of the Stone Age (US)
- Quit Your Dayjob (S)
- Red Hot Chili Peppers (US)
- Rhonda Harris (DK)
- Ronin & Marone (DK)
- Alice Rose (DK)
- Martin Rostbøl (DK)
- Darko Rundek & Cargo Orkester (INT)
- Mike Sheridan (DK)
- Sonic Junior (BRA)
- Kasper Spez (DK)
- Sort Stue Med Piratkor (DK)
- The Sound (S)
- Speaker Bite Me (DK)
- Stella Polaris Soundsystem (DK)
- Stones Throw Records: Peanut Butter Wolf, J. Rocc, Aloe Blacc, Percee P & Guilty Simpson (US)
- Strike Anywhere (US)
- Suspekt (DK)
- Taxi Taxi! (S)
- Tenniscoats (JAP)
- The Thermals (US)
- Timbuktu & Damn! (S)
- Tiësto (NL)
- Transmission Low (DK)
- Trentemøller(DK)
- Trost (D)
- True Tiger presents Ny, Purple Simba, Bruza, Faith SFX & Scandalous Unltd. (UK)
- Tunng (UK)
- Turboweekend(DK)
- Ungdomskulen (N)
- Volbeat (DK)
- The Whitest Boy Alive (N/D)
- The Who (UK)
- Wilco (US)
- X-Alfonso (CUB)
- Zyklon (N)

### Aflyste musikgrupper
- Cold War Kids (US)
- Mika (UK)
- Slayer (US)